# سیارک ۹۰۵۰۲
سیارک ۹۰۵۰۲ (به انگلیسی: 90502 Buratti، نامگذاری:2004EM7) نود هزار و پانصد و دومین سیارک کشف شده‌است که در ۱۲ مارس ۲۰۰۴ کشف شد.